# Eloy Alberto Santiago Santiago
Eloy Alberto Santiago Santiago (Las Palmas de Gran Canaria, 8 de setembro de 1973) é um bispo católico espanhol. É bispo da Diocese de San Cristóbal de La Laguna, vulgarmente conhecida como Diocese de Tenerife ou Diocese Nivariense desde 2025.

## Biografia
Ingressou no Seminário Diocesano das Canárias (1992) e obteve a licenciatura em Teologia pela Pontifícia Universidade de Comillas. Depois de ter sido ordenado sacerdote a 17 de julho de 1999, foi ordenado sacerdote na Diocese das Canárias. Prosseguiu os seus estudos universitários na Pontifícia Universidade Gregoriana, onde obteve a licenciatura em Teologia Dogmática e, mais tarde, o doutoramento (janeiro de 2024). Anteriormente, ingressou no serviço diplomático da Pontifícia Academia Eclesiástica (2003), conjugando estes estudos com a licenciatura em Direito Canónico pela Pontifícia Universidade Gregoriana.
Entre 2006 e 2014, Santiago foi secretário das nunciaturas apostólicas na Colômbia (2006-2009), África do Sul (2009-2013) e Grã-Bretanha (2013-2014). Quando regressou às Canárias, retomou o seu trabalho pastoral em várias paróquias da sua diocese de origem.
A 24 de fevereiro de 2025, Santiago foi nomeado Bispo da Diocese de San Cristóbal de La Laguna pelo Papa Francisco. A sua investidura como Bispo de San Cristóbal de La Laguna teve lugar no dia 1 de maio na catedral de La Laguna. Eloy Santiago torna-se assim o terceiro canário a governar a diocese, depois de Domingo Pérez Cáceres (1947-1961) e Bernardo Álvarez Afonso (2005-2024).
Foi consagrado pelo Núncio Apostólico junto da União Europeia, Bernardito Cleopas Auza. Tomou posse canónica no mesmo dia da sua ordenação, numa grande cerimónia religiosa que contou com a presença de mais de 1.200 pessoas na catedral, bem como de dois núncios de Espanha e Portugal, respetivamente, 14 bispos e mais de 250 padres. A cerimónia estava originalmente programada para ser presidida pelo cardeal lituano Rolandas Makrickas, arcipreste coadjutor da Basílica de Santa Maria Maggiore, em Roma, mas a morte do Papa Francisco impediu que tal acontecesse.
Celebrou a sua primeira eucaristia como bispo no dia seguinte à sua ordenação episcopal na Basílica de Nossa Senhora da Candelária, santuário da padroeira das Canárias.